# Жуков, Анатолий Михайлович
Анатолий Михайлович Жуков (6 ноября 1938, Москва — 4 сентября 1984) — советский футболист, выступавший на позиции полузащитника. Сыграл 102 матча и забил два гола в высшей лиге СССР.

## Биография
Начал заниматься футболом в 1952 году в школе московского «Динамо», первый тренер — Василий Сергеевич Павлов. В 1956 году занимался в Футбольной школе молодёжи, затем вернулся в систему «Динамо» и с 1957 года выступал за дубль команды. В первенстве дублёров за бело-голубых провёл 53 матча и забил 4 гола. Играл за юношеские сборные Москвы и СССР, в том числе в 1958 году стал победителем международного юношеского турнира в Генте. За основной состав «Динамо» сыграл один матч — 26 апреля 1958 года в высшей лиге вышел на замену на 75-й минуте вместо Александра Соколова в игре против московского «Локомотива».
C 1960 года в течение четырёх сезонов выступал в высшей лиге за минское «Динамо» (команда также носила название «Беларусь»), сыграл 90 матчей и забил один гол. Автором гола стал 22 октября 1960 года в матче против тбилисского «Динамо».
В 1964 году играл в высшей лиге за донецкий «Шахтёр», затем числился в одесском «Черноморце». С 1965 года в течение пяти лет выступал за команду из Гомеля, носившую названия «Спартак» и «Гомсельмаш», провёл более 100 матчей. В возрасте 31 год завершил спортивную карьеру.